# Antonio Rodríguez Osuna
Rodríguez  Osuna est un nom espagnol. Le premier nom de famille, en général paternel, est Rodríguez ; le second, en général maternel, souvent omis, est Osuna.
Antonio Rodríguez Osuna, né le 6 mars 1975 à Mérida, est un homme politique espagnol membre du Parti socialiste ouvrier espagnol. Il est maire de Mérida depuis le 13 juin 2015.

## Biographie
Antonio Rodríguez Osuna nait le 6 mars 1975 à Mérida. Il est marié.[réf. nécessaire]

### Formation et vie professionnelle
Étudiant à l'université d'Estrémadure, il est diplômé en éducation physique par la faculté d'éducation. Il est titulaire d'un master en administration et direction d'entreprises. Il est chef d'entreprises dans le secteur hôtelier et propriétaire d'un restaurant à Cáceres[réf. nécessaire].

### Assesseur puis député régional
Il adhère au PSOE dans les années 1990[réf. nécessaire]. Il est élu conseiller municipal de Mérida de 1999 à 2004 puis devient assesseur du vice-président de la Junte d'Estrémadure. De 2007 à 2011, il est chef de cabinet du conseiller de l'Industrie et de l'Environnement. Lors des élections régionales de 2011, il est élu député à l'Assemblée d'Estrémadure pour la circonscription de Badajoz. À l'Assemblée, il est porte-parole socialiste à la commission de l'Énergie, de l'Environnement et des Sports.

### Maire de Mérida
En octobre 2014, il remporte les primaires et devient le candidat socialiste lors des élections municipales de l'année suivante à Mérida.
Candidat lors des élections du 24 mai 2015, sa liste arrive première avec 42,13 % des voix et onze conseillers devant celle du Parti populaire (28,32 % des voix et huit conseillers). Sa liste étant celle qui a reçu le plus de voix, il est élu maire de Mérida le 13 juin 2016 par 11 voix pour, 12 abstentions et 2 voix à un autre candidat.